# 西田玲雄
西田玲雄（日语：／ Nishida Reo，2000年7月16日—），大阪府出身，日本男子跳水运动员，2021年夏季世界大学生运动会混合双人10米跳台、混合团体银牌得主、男子双人10米跳台和男子团体铜牌得主、2025年世界锦标赛混合团体铜牌得主。